# União das Freguesias de Gebelim e Soeima
Die União das Freguesias de Gebelim e Soeima ist eine portugiesische Gemeinde (Freguesia) im Kreis (Concelho) Alfândega da Fé, Distrikt Bragança, im Nordosten Portugals.

## Geschichte
Die Gemeinde entstand im Zuge der Gebietsreform vom 29. September 2013 durch die Zusammenlegung der ehemaligen Gemeinden Gebelim und Soeima.
Gebelim wurde Sitz der neuen Verwaltung.

## Demographie
| Freguesia | Freguesia        | Freguesia | Freguesia       | ehemalige Freguesias | ehemalige Freguesias | ehemalige Freguesias | ehemalige Freguesias |
| --------- | ---------------- | --------- | --------------- | -------------------- | -------------------- | -------------------- | -------------------- |
| Wappen    | Freguesia        | Einwohner | Fläche in (km²) | Wappen               | Freguesia            | Einwohner            | Fläche in (km²)      |
|           | Gebelim e Soeima | 299       | 30,6            |                      | Gebelim              | 189                  | 17,25                |
|           | Gebelim e Soeima | 299       | 30,6            | Soeima               | 142                  | 13,34                |                      |